# پرچم کره جنوبی
پرچم کرهٔ جنوبی برای نخستین بار در ۶ مارس ۱۸۸۳ از سوی دودمان جوسان به رسمیت شناخته شد. به‌عنوان پرچم ملی و نشان غیرنظامی و نشان استان شناخته می‌شود و همچنین دارای تناسب ۲:۳ می‌باشد.
سفید رنگ سنتی در فرهنگ کرهٔ جنوبی است و در پس زمینهٔ پرچم به کار رفته‌است که نشان‌دهندهٔ خلوص و صلح است. دایرهٔ مرکز آن که مشتمل بر دو رنگ آبی (نیروی کیهانی منفی و مخالف) و قرمز (نیروی کیهانی مثبت) است نشان‌دهندهٔ تعادل در هستی است؛ و خطوط سیاه رنگ آن هم نشان‌دهندهٔ چهار عنصر چهارگانه (هوا - آب - آتش - زمین) می‌باشد.

## ابعاد

ساختار پرچم